# Donja Obrijež
Donja Obrijež är en ort i Kroatien.   Den ligger i länet Slavonien, i den östra delen av landet, 100 km öster om huvudstaden Zagreb. Donja Obrijež ligger 160 meter över havet och antalet invånare är 264.
Terrängen runt Donja Obrijež är platt åt nordväst, men åt sydost är den kuperad. Runt Donja Obrijež är det mycket glesbefolkat, med 6 invånare per kvadratkilometer. Närmaste större samhälle är Daruvar, 13,9 km nordost om Donja Obrijež. Omgivningarna runt Donja Obrijež är en mosaik av jordbruksmark och naturlig växtlighet.